# Ново-Еремково
Ново-Еремково — деревня в Удомельском городском округе Тверской области.

## География
Деревня находится в северной части Тверской области на расстоянии приблизительно 17 км на восток по прямой от железнодорожного вокзала города Удомля в 1 км на восток от железнодорожного переезда на станции Еремково.

## История
Известна с 1545 года. В 1886 году здесь располагалась усадьба Еремково, в 1904 усадьба стала называться Ново-Еремково. Здесь проживали становые приставы, в 1917 году последней владелицей усадьбы была Казакова Мария Константиновна. Известно, что в 1900 году здесь была часовня Святого Николая. Дворов (хозяйств) в ней было 45 (1961), 20 (1986), 14 (1999). В советское время работали колхозы «Заря», «Коллективный труд» и «Актив». До 2015 года входила в состав Еремковского сельского поселения до упразднения последнего. С 2015 года в составе Удомельского городского округа.

## Население
Численность населения: 114 человек (1961 год), 33 (1986), 34 (русские 97 %) в 2002 году, 35 в 2010.